# Silaiya
Silaiya is een bestuurslaag in het regentschap Tapanuli Selatan van de provincie Noord-Sumatra, Indonesië. Silaiya telt 1371 inwoners (volkstelling 2010).